# Hakima El-Meslahi
Hakima El-Meslahi (17 de marzo de 1988) es una deportista marroquí que compitió en taekwondo. Ganó cuatro medallas en el Campeonato Africano de Taekwondo entre los años 2009 y 2016.

## Palmarés internacional
| Campeonato Africano | Campeonato Africano  | Campeonato Africano | Campeonato Africano |
| Año                 | Lugar                | Medalla             | Categoría           |
| ------------------- | -------------------- | ------------------- | ------------------- |
| 2009                | Yaundé (Camerún)     | Medalla de oro      | –67 kg              |
| 2010                | Trípoli ()           | Medalla de oro      | –73 kg              |
| 2014                | Túnez (Túnez)        | Medalla de bronce   | –67 kg              |
| 2016                | Puerto Saíd (Egipto) | Medalla de plata    | –57 kg              |